# Мольсайм (округ)
Округ Мольсайм (фр. Arrondissement de Molsheim) — округ у Франції, в департаменті Нижній Рейн. 2023 року округ об'єднував 77 муніципалітетів, населення становило 104 157 осіб.
Адміністративний центр (супрефектура) — Мольсайм.

## Склад
Округ включає в себе 6 кантонів:
| Кантон    | Площа, км² | Населення, осіб | Рік  | Адміністративний центр | Кількість муніципалітетів |
| --------- | ---------- | --------------- | ---- | ---------------------- | ------------------------- |
| Васселонн | 155,22     | 19979           | 1999 | Васселонн              | 17                        |
| Мольсайм  | 203,60     | 37503           | 1999 | Мольсайм               | 20                        |
| Росайм    | 133,23     | 15645           | 1999 | Росайм                 | 9                         |
| Сааль     | 85,83      | 3481            | 1999 | Сааль                  | 7                         |
| Ширмек    | 167,14     | 12996           | 1999 | Ширмек                 | 16                        |

## Населені пункти
Найбільші населені пункти округу з населенням понад 5 тисяч осіб:
| Муніципалітет | Населення, осіб | Рік  | Кантон    |
| ------------- | --------------- | ---- | --------- |
| Мольсайм      | 9331            | 2007 | Мольсайм  |
| Мюциг         | 5898            | 2006 | Мольсайм  |
| Васселонн     | 5542            | 1999 | Васселонн |

## Муніципалітети
Список муніципалітетів округу та їхні коди INSEE:
1. Авольсайм
2. Айлігенберг
3. Альторф
4. Бальбронн
5. Барамбак
6. Бельмон
7. Бельфосс
8. Бергбітен
9. Берш
10. Бішоффсайм
11. Бланшрю
12. Бур-Брюш
13. Вальдерсбак
14. Ванген
15. Вангенбур-Енгенталь
16. Васселонн
17. Вестоффен
18. Вільдерсбак
19. Віш
20. Вольксайм
21. Гранфонтен
22. Грендельбрук
23. Грессвіллер
24. Грисайм-пре-Мольсайм
25. Дакстен
26. Даленайм
27. Дангольсайм
28. Денсайм-сюр-Брюш
29. Дорлісайм
30. Дюппігайм
31. Дюттленайм
32. Ергерсайм
33. Ернольсайм-Брюш
34. Жеттерсвіллер
35. Зенайм
36. Зенакер
37. Кіршайм
38. Кнерсайм
39. Кольруа-ла-Рош
40. Коссвіллер
41. Крастат
42. Ла-Брок
43. Люцелуз
44. Марленайм
45. Молькірш
46. Мольсайм
47. Мюльбак-сюр-Брюш
48. Мюциг
49. Нацвіллер
50. Невіллер-ла-Рош
51. Нідераслак
52. Нордайм
53. Обераслак
54. Одрацайм
55. Оенгеф
56. Оттрот
57. Плен
58. Ранген
59. Ранрю
60. Розенвіллер
61. Романсвіллер
62. Росайм
63. Рото
64. Рюсс
65. Сааль
66. Сен-Блез-ла-Рош
67. Сен-Набор
68. Соксюр
69. Сольбак
70. Стіль
71. Сульц-ле-Бен
72. Тренайм
73. Флексбур
74. Фуде
75. Шаррашбергайм-Ірмстет
76. Ширмек
77. Юрмат